# Delirantium
Als Delirantia werden halluzinogen und zum Teil anticholinerg wirkende psychotrope Substanzen bezeichnet, welche in rauscherzeugenden Dosen einen Zustand ähnlich einem Delirium hervorrufen. Dies geschieht zumeist durch die Blockierung muskarinischer Acetylcholinrezeptoren. Oft genutzte delirante Drogen sind z. B. das in einigen Nachtschattengewächsen (Engelstrompeten, Tollkirsche, Bilsenkraut, Stechapfel) vorkommende Scopolamin, das Muscimol aus dem Fliegenpilz, Alkohol (wenn in großen Mengen konsumiert) sowie das synthetische DPH.
Der Rausch durch den Konsum von Delirantia ist geprägt durch gedankliche Dissoziation und daraus folgenden Amnesien sowie Verwirrung, Desorientierung, Erregungszuständen und dem eventuellen Auftreten echter, nicht als solcher erkannter Halluzinationen. Hierdurch kann es zu Phantomhandlungen und daraus resultierenden Unfällen kommen.
Da Alkaloide aus Nachtschattengewächsen überwiegend hochtoxisch sind, können pflanzliche Delirantia leicht überdosiert werden und zu lebensgefährlicher Tachykardie oder Hyperthermie führen.